# Jean-Étienne Montucla
Jean-Étienne Montucla (Lione, 5 settembre 1725 – Versailles, 18 dicembre 1799) è stato un matematico e storico delle matematiche francese.

## Biografia

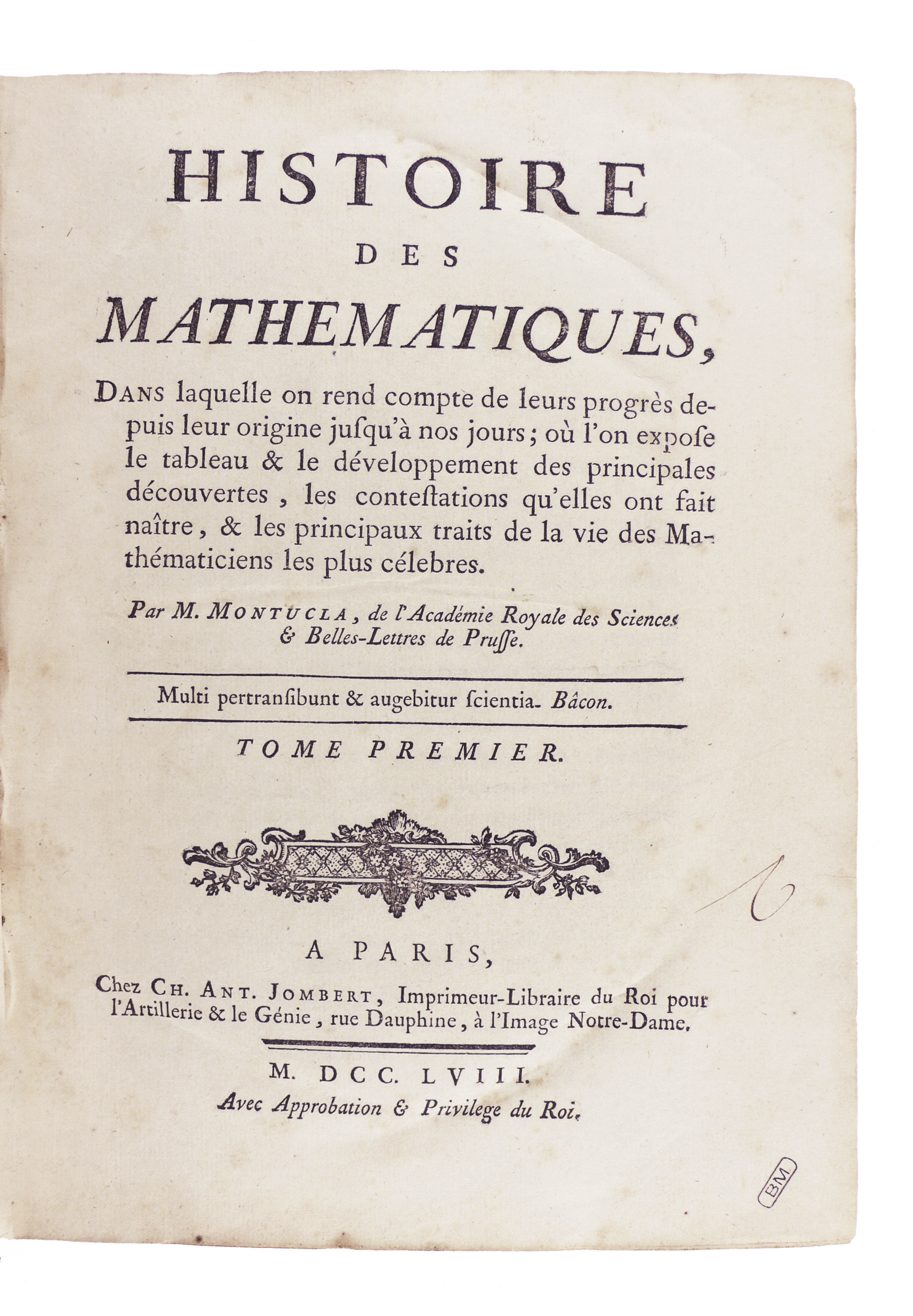
Histoire des mathématiques, 1758 (Milano, Fondazione Mansutti).

Montucla nacque a Lione nel 1725. Nel 1754 pubblicò un trattato anonimo intitolato Histoire des recherches sur la quadratura du cercle, e nel 1758 terminò la prima parte della sua grande opera, Histoire des mathématiques (Storia delle matematiche), il primo vero studio storico di questa disciplina, riprendendo un precedente progetto di Pierre de Montmort.
Fu nominato intendente-segretario di Grenoble nel 1758, segretario della spedizione per la colonizzazione di Cayenne nel 1764, e capo architetto e censore reale per libri di matematica nel 1765. A Parigi fu anche collaboratore per la Gazette de France. Nel 1778 ripubblicò Recreations mathématiques di Jacques Ozanam, poi pubblicato in inglese da Charles Hutton (4 volumi, Londra, 1803).
La rivoluzione francese lo privò del suo reddito e lo lasciò in grande miseria. Dovette rifiutare l'offerta nel 1795 di una cattedra di matematica in una delle scuole di Parigi a causa della sua salute inferma, e nel 1798 era ancora in ristrettezze economiche quando pubblicò una seconda edizione della prima parte della sua Histoire. Dopo la sua morte, la sua Histoire fu completata da Jérôme Lalande e pubblicata a Parigi tra il 1799 e il 1802 (4 volumi).

## Opere
(Jean-Étienne Montucla)
Tra le opere principali pubblicate di Jean-Etienne Montucla, se ne ricordano alcune:
- Histoire Des Recherches Sur La Quadrature Du Cercle: «Ouvrage propre la instruire des decouvertes reelles faites sur ce problleme cellebre , & la servir de preservatif contre de nouveaux efforts pour le resoudre : Avec une Addition concernant les problemes de la duplication du cube & de la trisection de l'angle» - Autore Jean Etienne Montucla - Editore Jombert , pubblicato nel 1754
- (FR) Jean Etienne Montucla, Histoire des mathématiques. 1, A Paris, Henri Agasse, 1798. URL consultato il 13 giugno 2015.
- (FR) Jean Etienne Montucla, Histoire des mathématiques. 2, A Paris, Henri Agasse, 1798. URL consultato il 13 giugno 2015.
- (FR) Jean Etienne Montucla, Histoire des mathématiques. 3, A Paris, Henri Agasse, 1802. URL consultato il 13 giugno 2015.
- (FR) Jean Etienne Montucla, Histoire des mathématiques. 4, A Paris, Henri Agasse, 1802. URL consultato il 13 giugno 2015.
- Récréations mathématiques et physiques, edition augmentée, Claude Jombert, Paris 1778.
- Recreations in mathematics and natural philosophy, recomposed by m. Montucla and tr. by C. Hutton - Curatore Jean Étienne Montucla - tradotto da Charles Hutton - pubblicato nel 1803
- Recreations in mathematics and natural philosophy ...quatrième volume - Autori Jacques Ozanam, Jean Etienne Montucla - Curatore Charles Hutton - Editore Longman, Hurst, Rees, Orme and Brown, pubblicato nel 1814
- Histoire des recherches sur la quadrature du cercle: «avec une addition concernant les problèmes de la duplication du cube et de la trisection de l'angle» - Edizione 55 di Quai des Augustins - Autore Jean Étienne Montucla - Curatore Silvestre François Lacroix - Editore Bachelier père et fils , pubblicato nel 1831
- The quadrature of the circle: «the square root of two, and the right-angled triangle» - Autori William Alexander Myers , Jean-Ėtienne Montucla - tradotto da J. Babin  - Editore Wilstach, Baldwin & Co , pubblicato nel 1873
- Jean Étienne Montucla Correspondence - Autore Jean Étienne Montucla - Editore Electronic Enlightenment Project , pubblicato nel 2008